# National Farmers' Bank of Owatonna
El National Farmers' Bank de Owatonna, en el estado de Minnesota (Estados Unidos), es un edificio bancario histórico diseñado por Louis Sullivan, con elementos decorativos de George Elmslie. Fue construido en 1908 y fue el primero de los diseños de banco tipo "joyero" (jewel box) de Sullivan. El edificio está revestido de ladrillo rojo con bandas de terracota verde y cuenta con dos grandes arcos en sus fachadas que dan a la calle. Las alas de un solo piso, que originalmente albergaban oficinas bancarias, se extienden a cada lado. Los elementos internos incluyen dos vitrales  diseñadas por Louis J. Millet, un mural de Oskar Gross y cuatro inmensos electroliers de hierro fundido diseñados por Elmslie y fabricados por Winslow Brothers Company.
Los funcionarios del National Farmers 'Bank buscaron a Sullivan, en parte porque querían una idea nueva de un edificio bancario que se adaptara a sus necesidades específicas, y sentían que la arquitectura bancaria convencional de la época no las cumpliría. El edificio que diseñó Sullivan incluía una sala de intercambio de agricultores, donde sus clientes podían hacer negocios entre ellos, una sala de consulta para mujeres, una sala de conferencias para la junta del banco y la oficina del presidente. Todas estas habitaciones estaban ricamente decoradas, con muebles hechos a medida.
El banco fue remodelado en 1940 y muchos de los elementos arquitectónicos interiores fueron destruidos. Los trabajos posteriores en 1958 y de 1976 a 1981 lo restauraron a su grandeza original. El 7 de enero de 1976, fue reconocido como Monumento Histórico Nacional por su importancia arquitectónica. El edificio ahora alberga una sucursal del banco Wells Fargo. También es una propiedad contribuidora al distrito histórico comercial de Owatonna.

## Galería

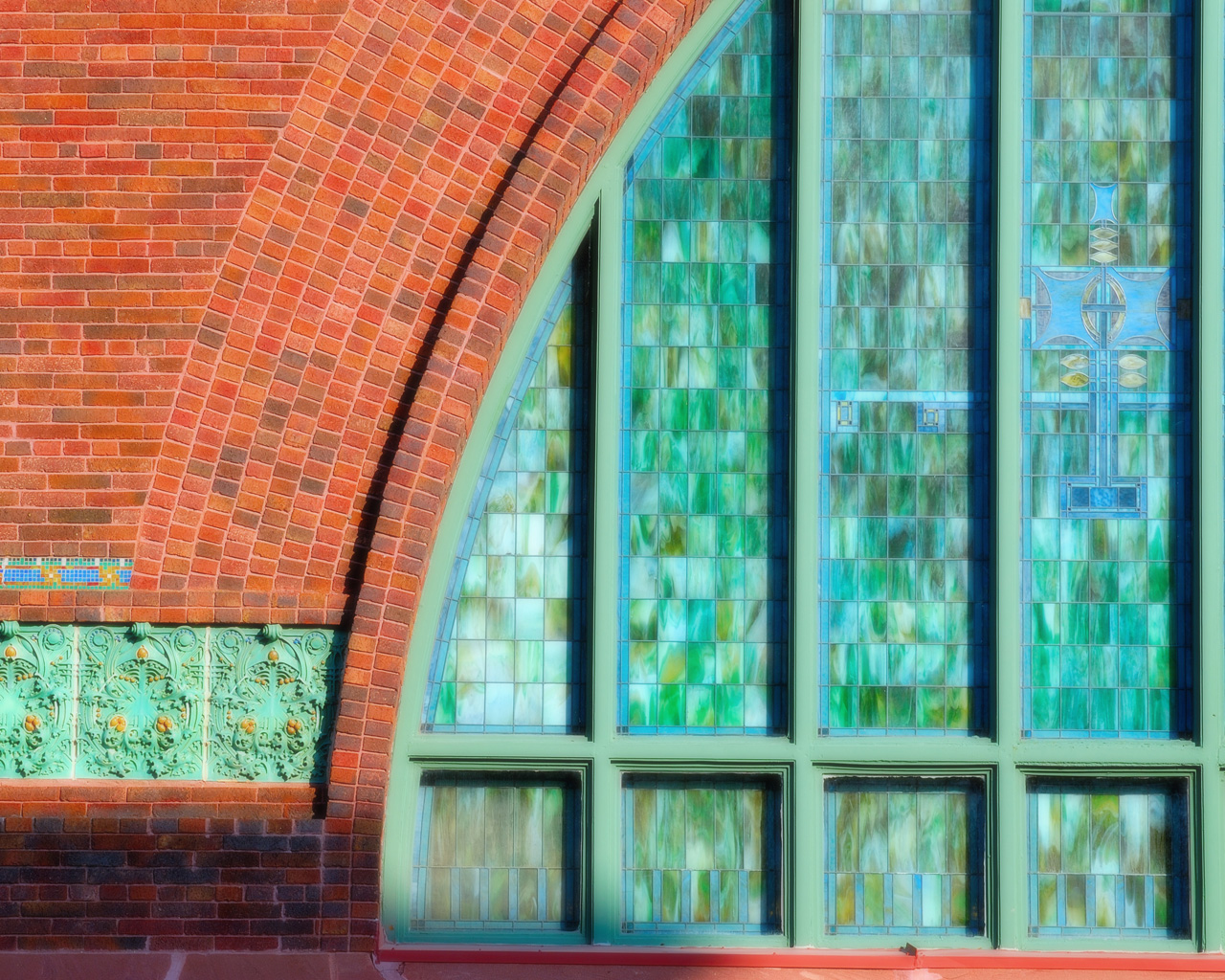
Detalle de elevación oeste
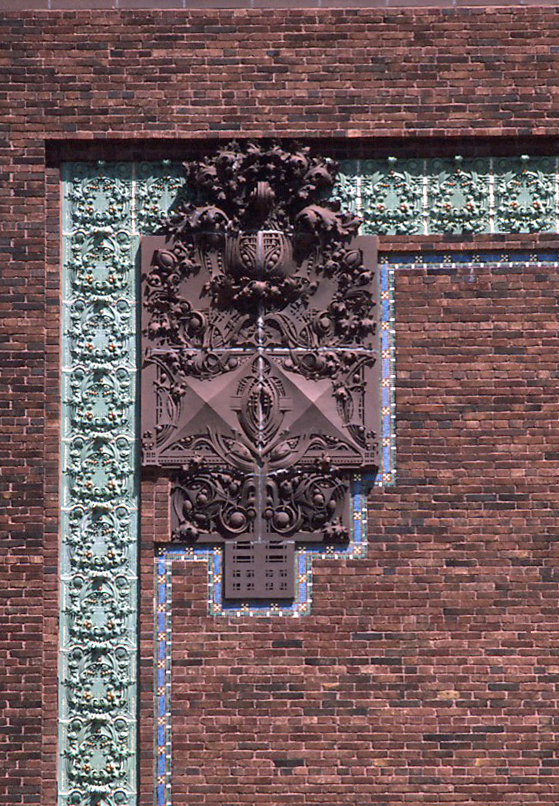
Cartouche
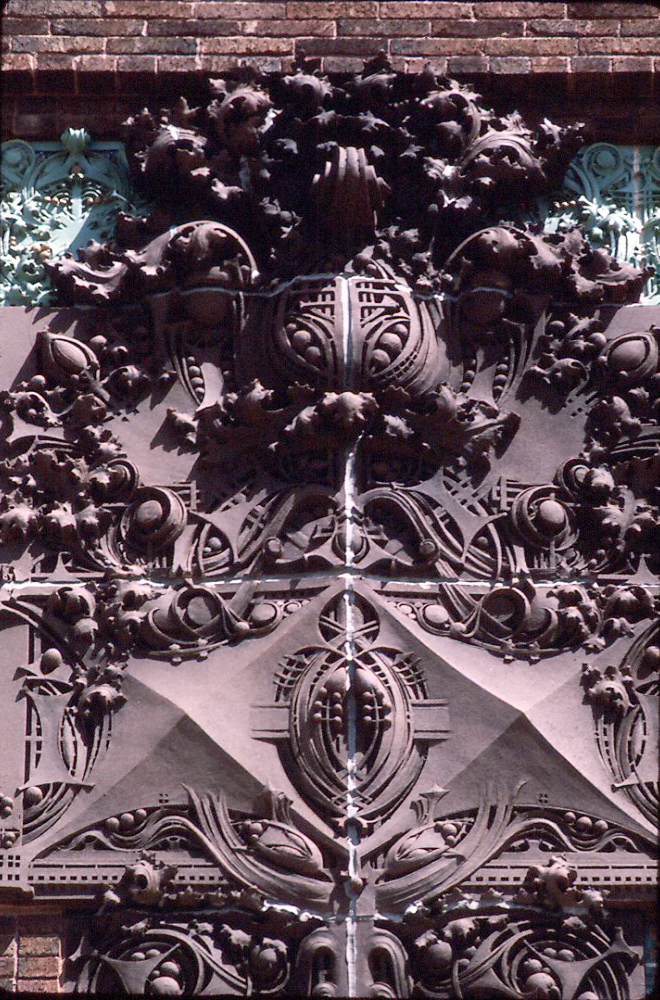
Detalle de orla
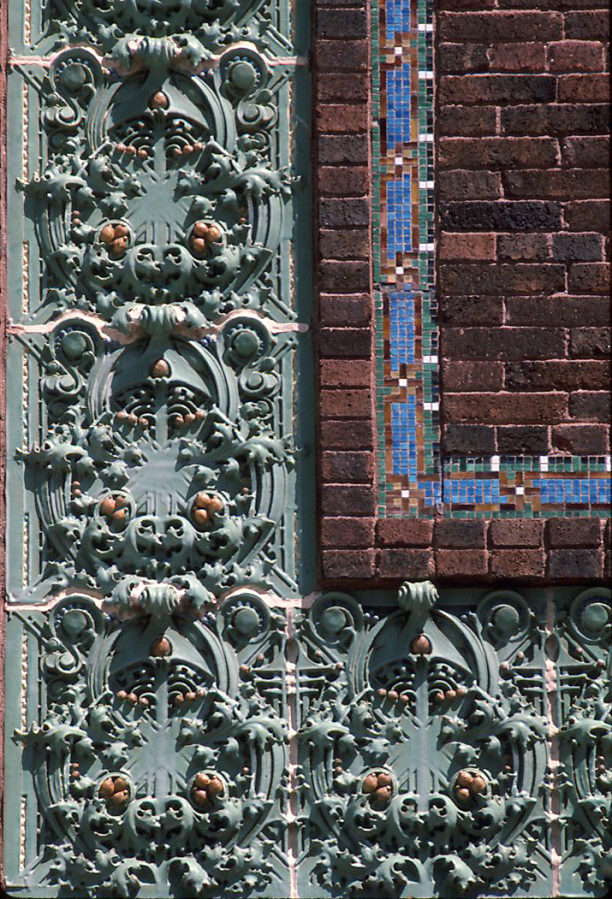
Terracota exterior
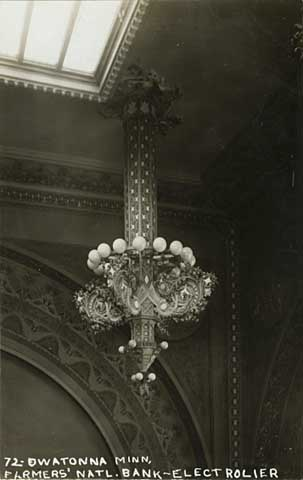
Araña